# Чухломка (Воскресенский район)
Чухломка — деревня в Воскресенском районе Нижегородской области. Входит в состав Капустихинского сельсовета. Население 186 (2010) человек

## Общая физико-географическая характеристика
Географическое положение
По автомобильным дорогам расстояние до областного центра города Нижнего Новгорода составляет 150 км, до районного центра рабочего посёлка Воскресенское — 2,8 км.
Часовой пояс
Чухломка, как и вся Нижегородская область, находится в часовой зоне МСК (московское время). Смещение применяемого времени относительно UTC составляет +3:00.

## Население
| 1999 | 2002 | 2010 |
| ---- | ---- | ---- |
| 180  | ↗182 | ↗186 |

Национальный состав
Согласно результатам переписи 2002 года, в национальной структуре населения русские составляли 100 % из 182 человек.

## Известные уроженцы, жители
Смирнов, Иван Васильевич (1886—1979) — изобретатель в области промышленности строительных материалов, лауреат Сталинской премии (1949).